# Commission de la langue féroïenne
La Commission de la langue féroïenne (Føroyska Málnevndin), créée en 1985, est un organe consultatif dépendant du ministère féroïen de la culture. Elle est composée de cinq membres nommés par le gouvernement autonome féroïen sur recommandation de l'Institut de la langue féroïenne de l'université des îles Féroé, du ministère de la culture, de l'Association des professeurs de féroïen, de l'Association des journalistes féroïens et de la Société des auteurs et traducteurs. Elle a pour mission de préserver, de promouvoir et de développer la langue féroïenne. Elle fixe l'orthographe des mots nouveaux et veille au bon usage de la langue par les pouvoirs publics. Des organismes similaires existent pour toutes les communautés linguistiques des Etats (Danemark, Finlande, Islande, Norvège, Suède) et des territoires autonomes (îles Åland, îles Féroé et Groenland) membres du Conseil nordique.
La Commission de la langue féroïenne est membre du Conseil linguistique des pays nordiques, lequel est lui-même une institution du Conseil nordique et a pour but de promouvoir la solidarité et la coopération entre les États membres sur le plan linguistique (terminologie, dictionnaires, etc). La Commission siège dans les locaux de l'Institut de la langue féroïenne de l'université des Féroé à Tórshavn et se réunit au minimum une fois par mois.

## Missions
Le statut de la Commission (paragraphe 2) définit comme suit les tâches de la Commission :
- recueillir et recenser les mots nouveaux. La Commission veille également à la correction de la langue et à éviter la propagation des usages fautifs ;
- coopérer avec les commissions linguistiques au sein des associations et institutions et les aider dans leurs travaux ;
- répondre aux questions d'ordre linguistique que peuvent rencontrer tant les institutions que les particuliers, coopérer avec les organismes publics et privés, la presse écrite et audiovisuelle, les administrations et les établissements scolaires ;
- répondre aux questions relatives aux noms propres et aux toponymes. Archiver les questions et les réponses ;
- coopérer avec les conseils/commissions linguistiques et institutions similaires des autres pays nordiques et envoyer des représentants aux réunions de ces organismes.

## Composition
Les membres de la Commission de la langue féroïenne sont nommés pour quatre ans. Le mandat actuel court du 1er octobre 2009 au 30 septembre 2013.
La Commission est composée de cinq membres :
- Jógvan í Lon Jacobsen, président, représentant de l'Université des îles Féroé ;
- Sólvá Jónsdóttir, vice-présidente, représentante du ministère de la Culture ;
- Erling Isholm, professeur de l'enseignement secondaire, représentant(e) de l'Association des professeurs de féroïen ;
- Anna V. Ellingsgaard, représentante de l'Association des journalistes féroïens ;
- Heðin M. Klein, ancien président et représentant de la Société des auteurs et traducteurs féroïens.

## Publications
La Commission de la langue féroïenne publie chaque année un rapport de ses activités ainsi qu'un bulletin d'information intitulé Orðafar – Bræv frá málnevndini